# Changchun Longjia International Airport

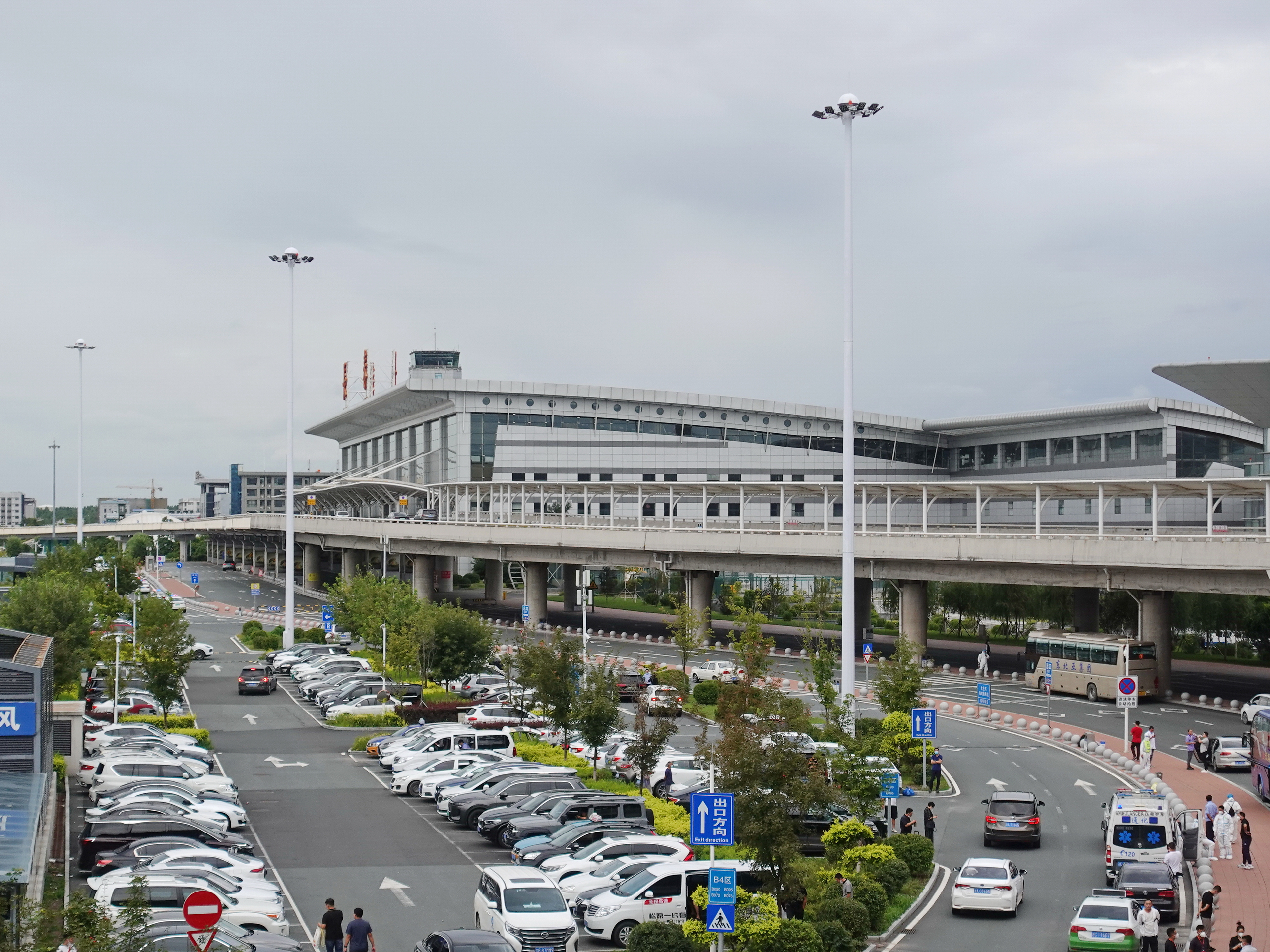

De Changchun Longjia International Airport (Chinees: 长春龙嘉国际机场, Hanyu pinyin: Chángchūn Lóngjiā Guójì Jīcháng) (IATA-code: CGQ, ICAO-code: ZYCC) is een vliegveld 31 km ten noordoosten van het centrum van Changchun, provinciehoofdstad van de noordoostelijke provincie Jilin in China. De luchthaven ligt ook op 76 km ten noordwesten van Jilin in dezelfde provincie. De luchthaven is een regionale hub voor China Southern Airlines. In 2023 had Changchun Longjia Airport met 114.212 vliegbewegingen 15.483.709 passagiers en 144.013 ton cargo.